# セリ目
|  | アムボレラ目 スイレン目 アウストロバイレヤ目 センリョウ目 カネラ目 コショウ目 クスノキ目 モクレン目 ショウブ目 オモダカ目 ヤマノイモ目 タコノキ目 ユリ目 キジカクシ目 ダシポゴン科 ヤシ目 イネ目 ツユクサ目 ショウガ目 マツモ目 キンポウゲ目 アワブキ科 ヤマモガシ目 ツゲ目 ヤマグルマ目 グンネラ目 ハマビシ目 ニシキギ目 キントラノオ目 カタバミ目 マメ目 バラ目 ウリ目 ブナ目 フウロソウ目 フトモモ目 クロッソソマ目 ムクロジ目 フエルテア目 アブラナ目 アオイ目 ブドウ目 ユキノシタ目 ビワモドキ科 ベルベリドプシス目 ビャクダン目 ナデシコ目 ミズキ目 ツツジ目 ガリア目 リンドウ目 シソ目 ナス目 モチノキ目 セリ目 キク目 マツムシソウ目 |

セリ目（セリもく、Apiales）は、双子葉植物の目の一つ。

## 分類
真正キク類 II に含まれ、7科に500属5500種を含む。
- ペンナンティア科 Pennantiaceae - 1属4種
- トリケリア科 Torricelliaceae - 3属10種 Aralidiaceae・Melanophyllaceaeを含む
- グリセリニア科 Griseliniaceae - 1属6種
- トベラ科 Pittosporaceae - 9属200種
- ウコギ科 Araliaceae - 43属1450種
- ミオドカルプス科 Myodocarpaceae - 2属19種
- セリ科 Apiaceae - 434属3780種

## 系統
次のような系統樹が得られている。

## 過去の分類体系

### クロンキスト体系
クロンキスト体系では、セリ目にはセリ科とウコギ科の、散形花序が特徴的な2科のみである。
- 被子植物門 Magnoliophyta
  - 双子葉植物綱 Magnoliopsida
    - バラ亜綱 Rosidae
      - セリ目 Apiales
        - セリ科 Apiaceae (Umbelliferae)
        - ウコギ科 Araliaceae

### 新エングラー体系
新エングラー体系では7科を含む。
- 被子植物門 Angiospermae
  - 双子葉植物綱 Dicotyledoneae
    - 古生花被亜綱（離弁花類）Archichlamydeae
      - ウリノキ科 Alangiaceae
      - ヌマミズキ科 Nyssaceae
      - ハンカチノキ科 Davidiaceae
      - ミズキ科 Cornaceae
      - ガリア科 Garryaceae
      - ウコギ科 Araliaceae
      - セリ科 Umbelliferae